# Axima zabriskiei
Axima zabriskiei är en stekelart som beskrevs av Howard 1890. Axima zabriskiei ingår i släktet Axima och familjen kragglanssteklar. Inga underarter finns listade.